# Großer Preis von Kanada 1990
Der Große Preis von Kanada 1990 (offiziell XXVIII Grand Prix Molson du Canada) fand am 10. Juni auf dem Circuit Gilles-Villeneuve in Montreal statt und war das fünfte Rennen der Formel-1-Weltmeisterschaft 1990.

## Berichte

### Hintergrund
In der Teilnehmerliste gab es keine Veränderungen im Vergleich zum Großen Preis von Monaco zwei Wochen zuvor.
Mit Nelson Piquet (zweimal), Thierry Boutsen, Ayrton Senna, Nigel Mansell und Michele Alboreto (jeweils einmal) traten fünf ehemalige Sieger zu diesem Grand Prix an.

### Training
Die beiden McLaren-Teamkollegen Senna und Gerhard Berger teilten sich die erste Startreihe vor Alain Prost und Alessandro Nannini. Piquet und Boutsen qualifizierten sich für die Startplätze fünf und sechs.
Da die Strecke über weite Teile des zweiten Qualifikationsdurchgangs am Samstag feucht war, bestimmten die am Freitag erzielten, durchweg kürzeren Rundenzeiten die Startaufstellung.

### Rennen
Bei feuchten Streckenbedingungen ging Berger zunächst durch einen Frühstart in Führung, ließ sich jedoch sofort wieder etwas zurückfallen, da er hoffte, somit eine Strafe umgehen zu können. Am Ende der ersten Runde lag er hinter Senna und vor Nannini auf dem zweiten Rang.
Als die Strecke nach nur wenigen Runden abtrocknete, suchte Berger als erster die Boxen auf, um Slicks montieren zu lassen. Senna folgte ihm unmittelbar, wodurch Nannini für kurze Zeit die Spitzenposition einnahm, bevor er seinerseits an die Box fuhr, um seinen Wagen auf Trockenreifen umrüsten zu lassen. Kurz nachdem er auf die Strecke zurückgekehrt war, kollidierte er mit einem Murmeltier und musste erneut die Box ansteuern, um dessen Reste aus dem Seitenkasten seines Wagens entfernen zu lassen.
Nachdem die meisten Piloten auf Slicks gewechselt hatten, lag Berger vor Senna in Führung, während sich Prost und Boutsen um den dritten Rang duellierten. Der Belgier konnte in Runde 20 am Franzosen vorbeiziehen, geriet dabei jedoch auf eine nach wie vor feuchte Stelle, drehte sich und schied durch eine Kollision mit dem zu überrundenden Nicola Larini aus.
Nannini musste seinen Wagen nach einem Dreher in der 22. Runde im Bereich der Haarnadelkurve am Streckenrand abstellen. Wenige Runden später kollidierte Jean Alesi mit dem geparkten Fahrzeug, nachdem er an derselben Stelle wie zuvor Nannini einen Fahrfehler beging.
Berger erreichte das Ziel als Erster, erhielt jedoch wegen seines Frühstarts eine Zeitstrafe von einer Minute. Er wurde somit als Vierter hinter Senna, Piquet und Mansell gewertet. Fünfter wurde Prost vor Derek Warwick.

## Meldeliste
| Team                        | Nr. | Fahrer             | Chassis            | Motor                     | Reifen |
| --------------------------- | --- | ------------------ | ------------------ | ------------------------- | ------ |
| Scuderia Ferrari SpA        | 01  | Alain Prost        | Ferrari 641        | Ferrari 036 3.5 V12       | G      |
| Scuderia Ferrari SpA        | 02  | Nigel Mansell      | Ferrari 641        | Ferrari 036 3.5 V12       | G      |
| Tyrrell Racing Organisation | 03  | Satoru Nakajima    | Tyrrell 019        | Ford Cosworth DFR 3.5 V8  | P      |
| Tyrrell Racing Organisation | 04  | Jean Alesi         | Tyrrell 019        | Ford Cosworth DFR 3.5 V8  | P      |
| Canon Williams Team         | 05  | Thierry Boutsen    | Williams FW13B     | Renault RS2 3.5 V10       | G      |
| Canon Williams Team         | 06  | Riccardo Patrese   | Williams FW13B     | Renault RS2 3.5 V10       | G      |
| Motor Racing Developments   | 07  | David Brabham      | Brabham BT59       | Judd EV 3.5 V8            | P      |
| Motor Racing Developments   | 08  | Stefano Modena     | Brabham BT59       | Judd EV 3.5 V8            | P      |
| Footwork Arrows Racing      | 09  | Michele Alboreto   | Arrows A11B        | Ford Cosworth DFR 3.5 V8  | G      |
| Footwork Arrows Racing      | 10  | Alex Caffi         | Arrows A11B        | Ford Cosworth DFR 3.5 V8  | G      |
| Camel Team Lotus            | 11  | Derek Warwick      | Lotus 102          | Lamborghini 3512 3.5 V12  | G      |
| Camel Team Lotus            | 12  | Martin Donnelly    | Lotus 102          | Lamborghini 3512 3.5 V12  | G      |
| Fondmetal Osella            | 14  | Olivier Grouillard | Osella FA1ME       | Ford Cosworth DFR 3.5 V8  | P      |
| Leyton House Racing         | 15  | Maurício Gugelmin  | Leyton House CG901 | Judd EV 3.5 V8            | G      |
| Leyton House Racing         | 16  | Ivan Capelli       | Leyton House CG901 | Judd EV 3.5 V8            | G      |
| AGS Racing                  | 17  | Gabriele Tarquini  | AGS JH25           | Ford Cosworth DFR 3.5 V8  | G      |
| AGS Racing                  | 18  | Yannick Dalmas     | AGS JH25           | Ford Cosworth DFR 3.5 V8  | G      |
| Benetton Formula Ltd        | 19  | Alessandro Nannini | Benetton B190      | Ford Cosworth HBA4 3.5 V8 | G      |
| Benetton Formula Ltd        | 20  | Nelson Piquet      | Benetton B190      | Ford Cosworth HBA4 3.5 V8 | G      |
| BMS Scuderia Italia         | 21  | Emanuele Pirro     | Dallara 190        | Ford Cosworth DFR 3.5 V8  | P      |
| BMS Scuderia Italia         | 22  | Andrea de Cesaris  | Dallara 190        | Ford Cosworth DFR 3.5 V8  | P      |
| SCM Minardi Team            | 23  | Pierluigi Martini  | Minardi M190       | Ford Cosworth DFR 3.5 V8  | P      |
| SCM Minardi Team            | 24  | Paolo Barilla      | Minardi M190       | Ford Cosworth DFR 3.5 V8  | P      |
| Ligier Gitanes              | 25  | Nicola Larini      | Ligier JS33B       | Ford Cosworth DFR 3.5 V8  | G      |
| Ligier Gitanes              | 26  | Philippe Alliot    | Ligier JS33B       | Ford Cosworth DFR 3.5 V8  | G      |
| Honda Marlboro McLaren      | 27  | Ayrton Senna       | McLaren MP4/5B     | Honda RA100E 3.5 V10      | G      |
| Honda Marlboro McLaren      | 28  | Gerhard Berger     | McLaren MP4/5B     | Honda RA100E 3.5 V10      | G      |
| Espo Larrousse F1           | 29  | Éric Bernard       | Lola LC90          | Lamborghini 3512 3.5 V12  | G      |
| Espo Larrousse F1           | 30  | Aguri Suzuki       | Lola LC90          | Lamborghini 3512 3.5 V12  | G      |
| Subaru Coloni Racing        | 31  | Bertrand Gachot    | Coloni C3B         | Subaru 1235 3.5 V12       | P      |
| EuroBrun Racing             | 33  | Roberto Moreno     | EuroBrun ER189B    | Judd CV 3.5 V8            | P      |
| EuroBrun Racing             | 34  | Claudio Langes     | EuroBrun ER189B    | Judd CV 3.5 V8            | P      |
| Moneytron Onyx Formula One  | 35  | Gregor Foitek      | Onyx ORE-1B        | Ford Cosworth DFR 3.5 V8  | G      |
| Moneytron Onyx Formula One  | 36  | JJ Lehto           | Onyx ORE-1B        | Ford Cosworth DFR 3.5 V8  | G      |
| Life Racing Engines         | 39  | Bruno Giacomelli   | Life L190          | Life F35 3.5 W12          | G      |

## Klassifikationen

### Qualifying
| Pos. | Fahrer             | Konstrukteur      | Vorqualifikation | Vorqualifikation  | 1. Qualifikationstraining | 1. Qualifikationstraining | 2. Qualifikationstraining | 2. Qualifikationstraining | Start |
| Pos. | Fahrer             | Konstrukteur      | Zeit             | Ø-Geschwindigkeit | Zeit                      | Ø-Geschwindigkeit         | Zeit                      | Ø-Geschwindigkeit         | Start |
| ---- | ------------------ | ----------------- | ---------------- | ----------------- | ------------------------- | ------------------------- | ------------------------- | ------------------------- | ----- |
| 01   | Ayrton Senna       | McLaren-Honda     | –                | –                 | 1:20,399                  | 196,570 km/h              | 1:30,514                  | 174,603 km/h              | 01    |
| 02   | Gerhard Berger     | McLaren-Honda     | –                | –                 | 1:20,465                  | 196,408 km/h              | 1:33,240                  | 169,498 km/h              | 02    |
| 03   | Alain Prost        | Ferrari           | –                | –                 | 1:20,826                  | 195,531 km/h              | 1:31,514                  | 172,695 km/h              | 03    |
| 04   | Alessandro Nannini | Benetton-Ford     | –                | –                 | 1:21,302                  | 194,386 km/h              | 1:30,575                  | 174,485 km/h              | 04    |
| 05   | Nelson Piquet      | Benetton-Ford     | –                | –                 | 1:21,568                  | 193,752 km/h              | 1:27,124                  | 181,397 km/h              | 05    |
| 06   | Thierry Boutsen    | Williams-Renault  | –                | –                 | 1:21,599                  | 193,679 km/h              | –                         | –                         | 06    |
| 07   | Nigel Mansell      | Ferrari           | –                | –                 | 1:21,641                  | 193,579 km/h              | 1:27,647                  | 180,314 km/h              | 07    |
| 08   | Jean Alesi         | Tyrrell-Ford      | –                | –                 | 1:21,748                  | 193,326 km/h              | –                         | –                         | 08    |
| 09   | Riccardo Patrese   | Williams-Renault  | –                | –                 | 1:22,018                  | 192,689 km/h              | –                         | –                         | 09    |
| 10   | Stefano Modena     | Brabham-Judd      | –                | –                 | 1:22,660                  | 191,193 km/h              | 1:29,062                  | 177,449 km/h              | 10    |
| 11   | Derek Warwick      | Lotus-Lamborghini | –                | –                 | 1:22,673                  | 191,163 km/h              | –                         | –                         | 11    |
| 12   | Martin Donnelly    | Lotus-Lamborghini | –                | –                 | 1:22,703                  | 191,093 km/h              | 1:35,198                  | 166,012 km/h              | 12    |
| 13   | Satoru Nakajima    | Tyrrell-Ford      | –                | –                 | 1:23,605                  | 189,032 km/h              | –                         | –                         | 13    |
| 14   | Michele Alboreto   | Arrows-Ford       | –                | –                 | 1:23,744                  | 188,718 km/h              | –                         | –                         | 14    |
| 15   | Olivier Grouillard | Osella-Ford       | 1:28,589         | 178,397 km/h      | 1:23,779                  | 188,639 km/h              | 1:30,872                  | 173,915 km/h              | 15    |
| 16   | Pierluigi Martini  | Minardi-Ford      | –                | –                 | 1:23,795                  | 188,603 km/h              | 1:40,047                  | 157,966 km/h              | 16    |
| 17   | Philippe Alliot    | Ligier-Ford       | –                | –                 | 1:23,899                  | 188,369 km/h              | 1:31,797                  | 172,162 km/h              | 17    |
| 18   | Aguri Suzuki       | Lola-Lamborghini  | 1:29,372         | 176,834 km/h      | 1:23,915                  | 188,333 km/h              | 1:32,777                  | 170,344 km/h              | 18    |
| 19   | Emanuele Pirro     | Dallara-Ford      | –                | –                 | 1:24,269                  | 187,542 km/h              | 1:38,775                  | 160,000 km/h              | 19    |
| 20   | Nicola Larini      | Ligier-Ford       | –                | –                 | 1:24,285                  | 187,507 km/h              | 1:30,091                  | 175,423 km/h              | 20    |
| 21   | Gregor Foitek      | Onyx-Ford         | –                | –                 | 1:24,397                  | 187,258 km/h              | 1:42,487                  | 154,205 km/h              | 21    |
| 22   | JJ Lehto           | Onyx-Ford         | –                | –                 | 1:24,425                  | 187,196 km/h              | 1:40,607                  | 157,086 km/h              | 22    |
| 23   | Éric Bernard       | Lola-Lamborghini  | 1:29,844         | 175,905 km/h      | 1:24,451                  | 187,138 km/h              | 1:32,750                  | 170,394 km/h              | 23    |
| 24   | Ivan Capelli       | Leyton House-Judd | –                | –                 | 1:24,554                  | 186,910 km/h              | 7:00,728                  | 37,563 km/h               | 24    |
| 25   | Andrea de Cesaris  | Dallara-Ford      | –                | –                 | 1:24,621                  | 186,762 km/h              | 1:36,629                  | 163,553 km/h              | 25    |
| 26   | Alex Caffi         | Arrows-Ford       | –                | –                 | 1:25,113                  | 185,683 km/h              | 1:39,209                  | 159,300 km/h              | 26    |
| DNQ  | Roberto Moreno     | EuroBrun-Judd     | 1:28,268         | 179,046 km/h      | 1:25,172                  | 185,554 km/h              | 1:31,097                  | 173,485 km/h              | –     |
| DNQ  | Maurício Gugelmin  | Leyton House-Judd | –                | –                 | 1:25,712                  | 184,385 km/h              | 1:45,435                  | 149,893 km/h              | –     |
| DNQ  | Paolo Barilla      | Minardi-Ford      | –                | –                 | 1:25,951                  | 183,872 km/h              | 1:51,583                  | 141,634 km/h              | –     |
| DNQ  | David Brabham      | Brabham-Judd      | –                | –                 | 1:26,771                  | 182,135 km/h              | 1:36,453                  | 163,852 km/h              | –     |
| DNPQ | Gabriele Tarquini  | AGS-Ford          | 1:29,855         | 175,883 km/h      | –                         | –                         | –                         | –                         | –     |
| DNPQ | Yannick Dalmas     | AGS-Ford          | 1:30,460         | 174,707 km/h      | –                         | –                         | –                         | –                         | –     |
| DNPQ | Bertrand Gachot    | Coloni-Subaru     | 1:44,185         | 151,692 km/h      | –                         | –                         | –                         | –                         | –     |
| DNPQ | Claudio Langes     | EuroBrun-Judd     | 1:47,118         | 147,538 km/h      | –                         | –                         | –                         | –                         | –     |
| DNPQ | Bruno Giacomelli   | Life              | 1:50,253         | 143,343 km/h      | –                         | –                         | –                         | –                         | –     |

### Rennen
| Pos. | Fahrer             | Konstrukteur      | Runden | Stopps | Zeit        | Start | Schnellste Runde |
| ---- | ------------------ | ----------------- | ------ | ------ | ----------- | ----- | ---------------- |
| 01   | Ayrton Senna       | McLaren-Honda     | 70     | 1      | 1:42:56,400 | 01    | 1:23,375         |
| 02   | Nelson Piquet      | Benetton-Ford     | 70     | 1      | + 10,497    | 05    | 1:22,854         |
| 03   | Nigel Mansell      | Ferrari           | 70     | 1      | + 13,385    | 07    | 1:22,839         |
| 04   | Gerhard Berger     | McLaren-Honda     | 70     | 1      | + 14,854    | 02    | 1:22,077         |
| 05   | Alain Prost        | Ferrari           | 70     | 1      | + 15,820    | 03    | 1:23,078         |
| 06   | Derek Warwick      | Lotus-Lamborghini | 68     | 1      | + 2 Runden  | 11    | 1:24,948         |
| 07   | Stefano Modena     | Brabham-Judd      | 68     | 1      | + 2 Runden  | 10    | 1:25,693         |
| 08   | Alex Caffi         | Arrows-Ford       | 68     | 1      | + 2 Runden  | 26    | 1:24,770         |
| 09   | Éric Bernard       | Lola-Lamborghini  | 67     | 1      | + 3 Runden  | 23    | 1:25,571         |
| 10   | Ivan Capelli       | Leyton House-Judd | 67     | 0      | + 3 Runden  | 24    | 1:25,846         |
| 11   | Satoru Nakajima    | Tyrrell-Ford      | 67     | 1      | + 3 Runden  | 13    | 1:26,703         |
| 12   | Aguri Suzuki       | Lola-Lamborghini  | 66     | 1      | + 4 Runden  | 18    | 1:24,678         |
| 13   | Olivier Grouillard | Osella-Ford       | 65     | 1      | + 5 Runden  | 15    | 1:28,108         |
| –    | Martin Donnelly    | Lotus-Lamborghini | 57     | 0      | DNF         | 12    | 1:25,430         |
| –    | Gregor Foitek      | Onyx-Ford         | 53     | 1      | DNF         | 21    | 1:26,177         |
| –    | Andrea de Cesaris  | Dallara-Ford      | 50     | 3      | DNF         | 25    | 1:26,158         |
| –    | JJ Lehto           | Onyx-Ford         | 46     | 1      | DNF         | 22    | 1:29,032         |
| –    | Riccardo Patrese   | Williams-Renault  | 44     | 2      | DNF         | 09    | 1:25,566         |
| –    | Philippe Alliot    | Ligier-Ford       | 34     | 1      | DNF         | 17    | 1:27,373         |
| –    | Jean Alesi         | Tyrrell-Ford      | 26     | 2      | DNF         | 08    | 1:24,781         |
| –    | Alessandro Nannini | Benetton-Ford     | 21     | 2      | DNF         | 04    | 1:25,545         |
| –    | Thierry Boutsen    | Williams-Renault  | 19     | 1      | DNF         | 06    | 1:26,486         |
| –    | Nicola Larini      | Ligier-Ford       | 18     | 1      | DNF         | 20    | 1:34,545         |
| –    | Emanuele Pirro     | Dallara-Ford      | 11     | 0      | DNF         | 19    | 1:40,699         |
| –    | Michele Alboreto   | Arrows-Ford       | 11     | 0      | DNF         | 14    | 1:39,464         |
| –    | Pierluigi Martini  | Minardi-Ford      | 0      | 0      | DNF         | 16    | –                |

## WM-Stände nach dem Rennen
Die ersten sechs des Rennens bekamen 9, 6, 4, 3, 2 bzw. 1 Punkt(e). In der Fahrerwertung wurden die besten elf Resultate, in der Konstrukteurswertung alle Resultate gewertet.

### Fahrerwertung
| Pos. | Fahrer             | Konstrukteur             | Punkte |
| ---- | ------------------ | ------------------------ | ------ |
| 01   | Ayrton Senna       | McLaren-Honda            | 31     |
| 02   | Gerhard Berger     | McLaren-Honda            | 19     |
| 03   | Alain Prost        | Ferrari                  | 14     |
| 04   | Jean Alesi         | Tyrrell-Ford             | 13     |
| 05   | Nelson Piquet      | Benetton-Ford            | 12     |
| 06   | Riccardo Patrese   | Williams-Renault         | 9      |
| 07   | Thierry Boutsen    | Williams-Renault         | 9      |
| 08   | Nigel Mansell      | Ferrari                  | 7      |
| 09   | Alessandro Nannini | Benetton-Ford            | 4      |
| 10   | Alex Caffi         | Arrows-Ford              | 2      |
| 11   | Stefano Modena     | Brabham-Judd             | 2      |
| 12   | Derek Warwick      | Lotus-Lamborghini        | 1      |
| 13   | Satoru Nakajima    | Tyrrell-Ford             | 1      |
| 14   | Éric Bernard       | Lola-Lamborghini         | 1      |
| 15   | Pierluigi Martini  | Minardi-Ford             | 0      |
| 16   | Gregor Foitek      | Onyx-Ford / Brabham-Judd | 0      |
| 17   | Martin Donnelly    | Lotus-Lamborghini        | 0      |

| Pos. | Fahrer             | Konstrukteur      | Punkte |
| ---- | ------------------ | ----------------- | ------ |
| 18   | Philippe Alliot    | Ligier-Ford       | 0      |
| 19   | Nicola Larini      | Ligier-Ford       | 0      |
| 20   | Michele Alboreto   | Arrows-Ford       | 0      |
| 21   | Ivan Capelli       | Leyton House-Judd | 0      |
| 22   | Paolo Barilla      | Minardi-Ford      | 0      |
| 23   | JJ Lehto           | Onyx-Ford         | 0      |
| 24   | Aguri Suzuki       | Lola-Lamborghini  | 0      |
| 25   | Bernd Schneider    | Arrows-Ford       | 0      |
| 26   | Roberto Moreno     | EuroBrun-Judd     | 0      |
| 27   | Olivier Grouillard | Osella-Ford       | 0      |
| 28   | Maurício Gugelmin  | Leyton House-Judd | 0      |
| 29   | Gianni Morbidelli  | Dallara-Ford      | 0      |
| –    | Andrea de Cesaris  | Dallara-Ford      | 0      |
| –    | Emanuele Pirro     | Dallara-Ford      | 0      |
| –    | Yannick Dalmas     | AGS-Ford          | 0      |
| –    | David Brabham      | Brabham-Judd      | 0      |

### Konstrukteurswertung
| Pos. | Konstrukteur      | Punkte |
| ---- | ----------------- | ------ |
| 01   | McLaren-Honda     | 50     |
| 02   | Ferrari           | 21     |
| 03   | Williams-Renault  | 18     |
| 04   | Benetton-Ford     | 16     |
| 05   | Tyrrell-Ford      | 14     |
| 06   | Arrows-Ford       | 2      |
| 07   | Brabham-Judd      | 2      |
| 08   | Lola-Lamborghini  | 1      |
| 09   | Lotus-Lamborghini | 1      |

| Pos. | Konstrukteur      | Punkte |
| ---- | ----------------- | ------ |
| 10   | Minardi-Ford      | 0      |
| 11   | Onyx-Ford         | 0      |
| 12   | Ligier-Ford       | 0      |
| 13   | Leyton House-Judd | 0      |
| 14   | EuroBrun-Judd     | 0      |
| 15   | Osella-Ford       | 0      |
| 16   | Dallara-Ford      | 0      |
| –    | AGS-Ford          | 0      |